# Термоэлектронопунктурная диагностика
Термоэлектронопункту́рная диагно́стика (ТЭД) — научный метод диагностики энергетического уровня человеческого организма через акупунктурные точки.

## Этимология названия
Термо - электроно - пунктурная диагностика. Единое слово разделено специально, чтобы легче было осмыслить его сущность. Первая часть слова указывает на то, что в методике используется измерение температуры акупунктурных точек. На вторую часть слово следует обратить особое внимание. Она связана не с электричеством, но с электронами. Несмотря на то, что электричество - это тоже поток электронов, поток электронов, используемый в ТЭД настолько мал, что не может зажечь даже самую маленькую лампочку. Он возникает за счёт эффекта разности физических свойств металлов, которые используются в диагностики, и нужен для измерения электропроводности акупунктурных точек. Третья часть слово указывает на то, что диагностики производится посредством воздействия на акупунктурные точки.

## Устройство диагностического прибора
На измеряемую точку помещают медный стержень (первый электрод), а на ладони этой же или другой руки фиксируется второй, цинковый электрод. Цепь замыкается. От медного электрода к цинковому устремляется поток электронов и на экране измерительного прибора можно видеть, какой поток (его мощность) проходит через акупунктурную точку, лежащую на определенном энергетическом канале. В зависимости от энергетического состояния измеряемого канала его электропроводность будет различной. Это зависит как от названия канала, так и от его состояния в момент измерения.
Кроме того, названная методика позволяет определить энергетическое состояние не только отдельных каналов, но и их объединений. Указанная методика обладает возможностью выявлять также энергетический уровень организма в целом через суммарную величину энергетики каналов. Освоить методику не составляет особого труда. Необходимо точно знать расположение измеряемых точек на каналах. Далее цифры, получаемые при измерении электропроводности каналов, заносятся в правый и левый столбик специальной карты и суммируются. Так получают данные о преобладании левой или правой половин тела. Затем сумма обеих сторон делится на два и получают показатель общей энергетики каналов. Отклонения от должной величины в ту или другую сторону расцениваются по двум параметрам: как перегрузка (избыток) или недостаточность (недостаток) функциональной системы. И в зависимости от заключения проводят ту или иную технику воздействия на точки методом иглоукалывания или проведением сеанса электропунктуры.

## Разработчик ТЭД
Создал и разработал термоэлектронопунктурную диагностику в современной варианте Сыч Николай Николаевич (1932—2004), кандидат медицинских наук, врач высшей квалификационной категории, один из пионеров электропунктуры в стране. Обладатель первого авторского свидетельства в этой области №394049 с приоритетом от 1968г., он является одним из авторов суперсовременной диагностики, защищенной Роспатентом №1725775 за 1990г. Автор первой книги по энергетике биосистемы, он впервые в науке о человеке измерял субстанцию, именуемую на Востоке энергией ЦИ (праной) и раскрыл ее материальную сущность.
Используя современную измерительную технику Н.Сыч доказал наличие классических каналов (меридианов) – функционально-морфологических образований биосистемы. Изучая вопросы термодинамики, автор вскрыл одну из важнейших ее закономерностей, показав зависимость распространения температуры по каналам от температуры канала печени. Им разработана система эталонной диагностики, как поканальной так и по первоэлементам системы У-СИН.
Автор впервые в чжень-цзю терапии и в науке о человеке выявил сущность функционирования единых бинарных систем – первоэлементов и подтвердил истинность реликтового знания, закодированного концепцией равенства категорий ИНЬ-ЯН в организме человека.
Результаты исследований Н.Сыча имеют непосредственный выход в практику: они позволяют на современном научном уровне выявлять и описывать количественную и качественную характеристику каналов, доступную только китайской пульсовой диагностике и однозначно указывают на все имеющиеся в организме нарушения. Указанное обстоятельство дает в руки врача инструмент для научно обоснованного безмедикаментозного оздоровления человека методами акупунктуры.
Методика ТЭД позволяет контролировать любой вид лечения и может использоваться специалистами всех направлений медицины, а не только врачами иглорефлексотерапевтами.